# Хадзиисаяс, Димитрис
Димитрис Хадзиисаяс (греч. Δημήτρης Χατζηισαΐας; род. 21 сентября 1992, Салоники) — греческий футболист, защитник иранского клуба «Эстеглаль Хузестан».

## Клубная карьера
Хадзиисаяс является воспитанником клуба «Омония» из Ставруполиса. С 2011 года начал выступать за «Ватаниакос» в четвёртом по силе греческом дивизионе. Первую игру за команду провел в конце ноября в игре с «Апполоном Понту», выйдя в стартовом составе. Встреча завершилась нулевой ничьей, а Димитрис заработал жёлтую карточку. В своем первом сезоне на профессиональном уровне принял участие в 19 матчах своей команды, 18 из которых он начал в стартовом составе.
Затем выступал за клубы «Глифада» и «Ханья». В составе последней команды забил свой первый гол. Случилось это в матче против «Фостираса» 10 ноября 2013 года. На 60-й минуте встречи он удвоил преимущество своей команды, установив окончательный счёт матча.
15 июня 2014 года подписал контракт с клубом греческой Суперлиги «Паниониосом». 31 августа, во втором туре чемпионата, впервые вышел на поле в составе новой команды. В матче с «Панатинаикосом» он сыграл с первых минут. Его команда к 90-й минуте вела в счёте, но в итоге уступила 1:2. 14 февраля следующего года забил свой первый и единственный гол за «Паниониос». На 74-й минуте матча с ПАС из Янины он сделал счёт 3:1, отличившись после передачи Оливье Бумаля.
29 января 2016 года перебрался в клуб из своего родного города, подписав контракт на 3,5 года с ПАОК. Хадзиисаяс дебютировал за него 7 февраля, сыграв целый матч с пирейским «Олимпиакосом». По итогам сезона ПАОК занял четвёртое место в турнирной таблице. В следующем сезоне команда стала серебряным призёром чемпионата и завоевала кубок, но Хадзиисаяс не принял участия ни в одном матче, лишь изредка попадая в заявку на матч.
26 июня 2017 года вернулся в Афины, перейдя на правах аренды в «Атромитос». Первую игру за них провёл в первом туре нового чемпионата с другим столичным клубом — «Аполлон Смирнис». Встреча завершилась вничью 1:1. 30 июня 2018 года клуб продлил аренду защитника еще на один год. В связи с тем, что в первый сезон команда заняла четвёртое место, она получила право выступать в Лиге Европы. В двухматчевом противостоянии в рамках второго квалификационного раунда с брестским «Динамо» греки уступили. Хадзиисаяс принял участие в обеих встречах. За два года в «Атромитосе» Димитрис принял участие в 55 матчах, причём все начинал в стартовом составе, и забил один мяч.
В середине лета 2019 года перешёл в команду турецкой Суперлиги, подписав трёхлетнее соглашение с «Ризеспором». Сумма сделки составила 500 тысяч евро. Дебютировал в Турции в первом туре с «Генчлербирлиги». Встреча завершилась победой «Ризеспора» с минимальным счётом 1:0. В первой части сезона провёл за команду 9 игр, в которой отметился одной жёлтой карточкой.
В январе 2020 года на правах аренды до конца сезона перешёл в бельгийский «Серкль Брюгге». Первую игру в чёрно-зелёной футболке провёл 19 января, выйдя в стартовом составе на домашний матч с «Антверпеном». Уже на 2-й минуте встречи Кевин Оггас вывел «Серкль» вперёд, но соперник забил по голу в каждом из таймов и сумел победить. В следующем сезоне игрок вернулся в «Ризеспор», но всего один раз выходил на поле — в первом туре Суперлиги против «Фенербахче».
В июле 2020 года вернулся в афинский «Атромитос».

## Карьера в сборной
В мае 2018 года главный тренер национальной сборной Греции немец Михаэль Скиббе вызвал Хадзиисаяс на товарищескую встречу с Саудовской Аравией, но на поле в этом матче, защитник не появился, оставшись на скамейке запасных.